# 下邽镇
下邽镇，是中华人民共和国陕西省渭南市临渭区下辖的一个乡镇级行政单位。

## 历史
下邽镇位于陕西省渭南市临渭区北端，距离渭南市中心城区28公里。该镇是隋朝初年至明朝洪武年间存在了650多年的下邽县县治所在，历史达2000多年。
1978年，下邽更名“下吉”。2012年，经陕西省民政厅批准，下吉镇更名为“下邽镇”（邽字读音为guī）。
唐朝诗人白居易、名将张仁愿、宋朝宰相寇准或出生于此地，或曾在此地生活，所以该镇素称“三贤故里”。原全国政协副主席屈武也在此出生。
下邽镇的名胜古迹有慧照寺（始建于晋朝）、秦汉下邽县城遗址、景贤书院遗址等等。

## 行政区划
下邽镇下辖以下地区：
东关村、西关村、光明村、邵刘村、星光村、阳尹村、旭光村、北徐村、杜家村、双明村、甘庄村、新兴村、牛角庙村、新店村、碟吴村、柳园村、川王村、闫柳村、北七村、红林村、高钞村、屈驾村、凹里张村、吝村、城角寨村、见驾庄村、城南村、梁张村、神寺村、双楼屈村、张庄村、同家村、曹王村、韩家村、秦桥寨村、鱼家村、坡李村、周家村、张南村、铁杨村和杨公村。